# Reginaldo Faria
Reginaldo Figueira de Faria (n. 11 iunie 1937) este un actor brazilian.
Este și tatăl actorilor Marcelo Faria și Carlos André Faria și al regizorului Régis Faria. El este fratele regizorului Roberto Farias.